# أق غنبد
أق‌ غنبد هي قرية في مقاطعة أسكو، إيران. عدد سكان هذه القرية هو 898 في سنة 2006.